# Lobkovický graduál
Lobkovický graduál je středověká rukopisná kniha, která je v současnosti ve vlastnictví Národní knihovny České republiky (sign. XXIII.A.1). Napsána a iluminována byla okolo roku 1500. Původ vzácného rukopisu je záhadou, někteří badatelé se domnívají, že byl v majetku katedrály sv. Víta na Pražském hradě, buď jako majetek chrámu, nebo literátského bratrstva při tamní kapli sv. Václava. Název Lobkovický graduál souvisí s tím, že v 19. století byl uložen v knihovně rodu Lobkoviců v jejich pražském malostranském paláci. Jak se do ní dostal však není známo. Kniha váží přes 70 kilogramů. Kování na vazbě pochází z roku 1546. Z knihy bylo v minulosti vyříznuto několik ilustrací.

### Výzdoba

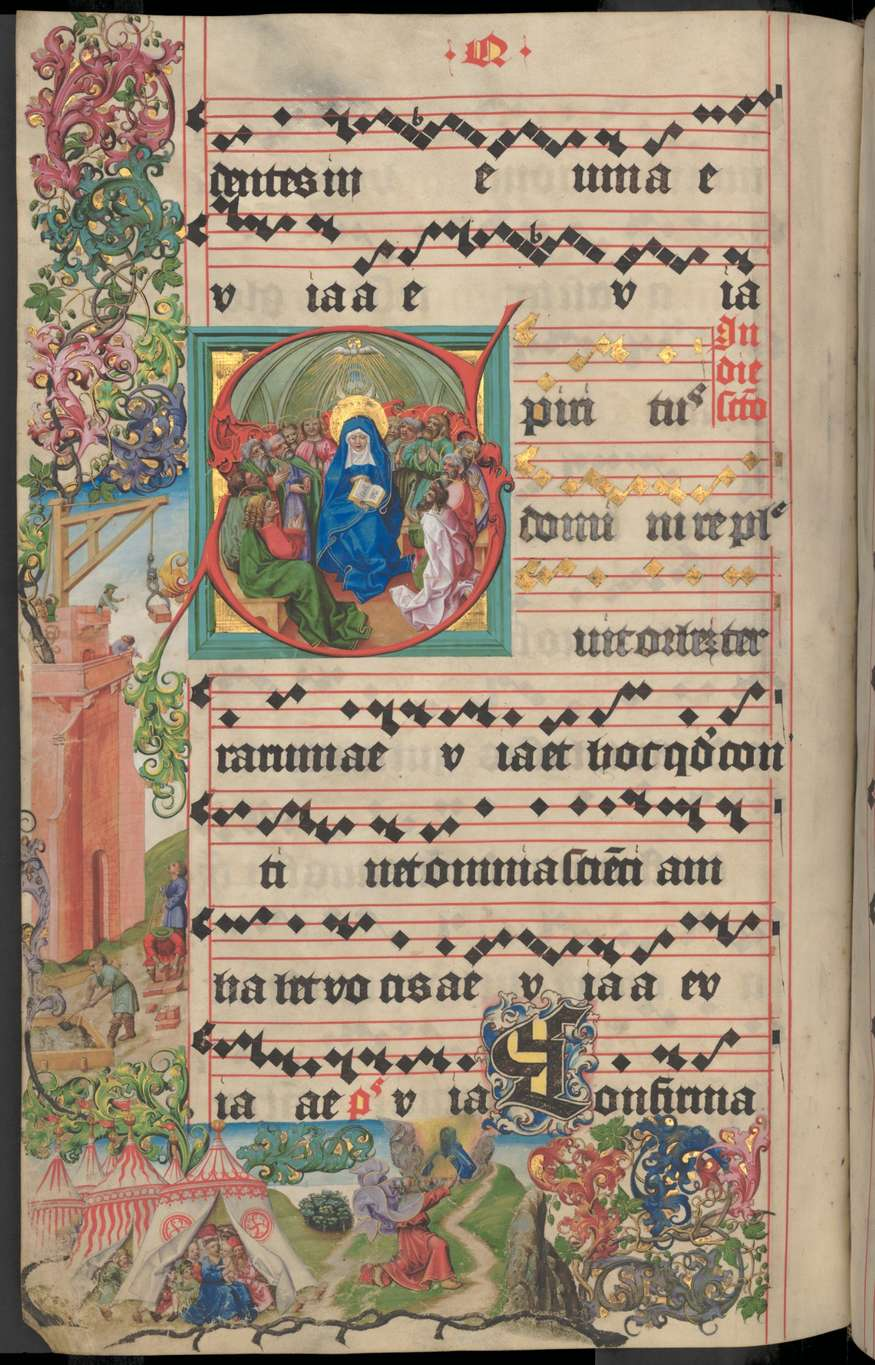

Výzdoba Lobkovického graduálu zde popsaná je výběrová, více v digitální knihovně Manuscriptorium, kde je i stav dochování (na některých listech vyříznuty iniciály a části listů):
- fol. 1v: fragment rostlinné výzdoby.
- fol. 69v: Iniciála E, v ní Tři králové. V borduře Křest Krista.
- fol. 173v: Inicála R, v ní Zmrtvýchvstání Krista, v borduře Kristus se zjevuje učedníkům, Maří Magdaléně a dále výjev Samson odnáší vrata brány města Gazy.
- fol. 196r: V borduře Eliáš vzat v ohnivém voze na nebesa a další starozákonní výjev (?).
- fol. 199v: Iniciála S, v ní Seslání Ducha svatého, v borduře stavba babylónské věže a Mojžíš, který dostává od Hospodina desky zákona.
- fol. 205v: V borduře Abraham a andělé a Proměnění Krista s Mojžíšem a Eliášem, nad nimi Bůh Otec a holubice Ducha svatého.
- fol. 238r: V borduře posvícení, rostlinné motivy a zvířata hrající na hudební nástroje.
- fol. 241r: Iniciála A, v ní sv. Ondřej. V borduře rostlinné motivy s nestvůrou a divým mužem.
- fol. 245r: Iniciála S, v ní Obětování Krista. V borduře zabití medvěda.